# Bum bum (Lied)
Bum bum ist ein Lied der deutschen Band Trio aus dem Jahr 1983, das der Neuen Deutschen Welle zugeordnet wird. Text und Musik stammen von Stephan Remmler und Kralle Krawinkel. Das Lied erreichte Platz sieben der deutschen Single-Charts. Es wurde auch eine englische Version mit dem Titel Boom Boom veröffentlicht. Das Cover der Single zeigt das Dekolletee der Hamburger Prostituierten Domenica Niehoff, auf das mit einem roten Stift „BUM BUM“ geschrieben ist.

## Inhalt
Inhaltlich beschränkt sich das Lied in drei Strophen auf die lose Aufzählung Situationen, nach denen ein „Bum bum“ folgt, z. B. heißt es in der zweiten Strophe
Ein Freund, der hilft, was für ein Freund

ich schau ihn dankbar an

er greift ganz tief in sein Jackett,

was hat er in der Hand?
Nur die knapp sechsminütige Maxi-Version des Liedes enthält eine vierte Strophe, die vom Absturz eines radioaktiven Satelliten berichtet.

## Video
Für etwa 250.000 DM entstand ein aufwändiger Videoclip, der in den Filmkulissen einer mexikanischen Stadt in Spanien gedreht wurde. Das Video zeigt Krawinkel als Sheriff und Trio-Schlagzeuger Behrens als eselreitenden Hilfssheriff, die gemeinsam Remmler festnehmen, nachdem dieser bei einem Stelldichein mit einer Prostituierten (gespielt von Domenica Niehoff) samt Bett durch den Fußboden bricht. Domenica erscheint daraufhin im Gefängnis und nimmt den überraschten Behrens mit.
1987 erschien der Videoclip auf der VHS-Kassette Trio – The Video Singles und 2003 in einer restaurierten Fassung auf der DVD The Best of Trio. Auf der DVD ist zusätzlich eine englischsprachige Fassung des Videos enthalten.
Einige Jahre später drehten Depeche Mode in denselben Kulissen einen Videoclip für ihre Single Personal Jesus. Da viele Kamerapositionen aus dem Bum-bum-Videoclip übernommen wurden, ähneln sich beide Videos auffällig.